# Homer the Vigilante
Homer the Vigilante, llamado Homer, el vigilante en España y Homero Detective en Latinoamérica, es el undécimo episodio perteneciente a la quinta temporada de la serie animada Los Simpson, emitido originalmente el 6 de enero de 1994. El episodio fue escrito por John Swartzwelder y dirigido por Jim Reardon. Sam Neill fue la estrella invitada.

## Sinopsis
Un número de robos, cometidos por "El Gato", toman lugar en Springfield. Los Simpsons y los Flanders incluidos, son víctimas del misterioso delincuente. Entre las posesiones sustraídas estaban el saxofón de Lisa, el collar de perlas de Marge, la TV portátil de Bart y, también su colección de sellos postales. 
Para protegerse y ante la inoperancia de la policía de Springfield, Homer arma su propio grupo de "policías", conformado por él mismo, Moe, Barney, Apu, Skinner y, después, Jimbo. El grupo, más que protector, es criminal, ya que persiguen a un saxofonista pensando que tenía el saxofón de Lisa, destruyen una tienda y le permiten a Jimbo pintar una pared con aerosoles y golpear a otros con sacos llenos de perillas. 
Homer es entrevistado por Kent Brockman, quien le hace notar los crímenes que comete su grupo. El "Gato" llama al programa, luego, le informa que robará en el museo de Springfield, hogar del "zircón cúbico más grande del mundo". Mientras custodia el museo, esa noche, Homer ve a unos adolescentes bebiendo y se dispone a detenerlos, sólo para terminar emborrachándose. Al no haber guardias, el "Gato" roba cómodamente la gema. 
Sin embargo, poco después, el ladrón es detenido, ya que el Abuelo Simpson había deducido y revelado que era un residente del Asilo para Ancianos, llamado Molloy. 
Aunque devuelve todas las cosas robadas y obtiene la simpatía del pueblo por medio de una actitud sociópata, "El Gato" es encarcelado. Sin embargo, logra escapar ya que convence a todos de la existencia de un "tesoro escondido". Cuando los ciudadanos llegan al lugar indicado, descubren un cofre con una nota anunciando el engaño de Molloy, efectuando una trampa del tesoro como distracción para huir. Los ciudadanos no hacen caso a la nota, y siguen buscando el tesoro. Una vez se dan cuenta de que han cavado muy profundo, continúan cavando para salir.